# Позднякова Тетяна Василівна
Тетя́на Поздняко́ва (* 1955) — українська легкоатлетка, марафонка, заслужений майстер спорту СРСР з легкої атлетики.

## З життєпису
Народилася 1955 року в бурятському селі Укир. 1961-го родина переїздить в село Гонда. Закінчила Улхацарську початкову школу (Єравнинський район), потім навчалася в школі–інтернаті села Можайка. В 1986 гоці переїздить до Вінниці.
Першим тренером був Віктор Домнін; займалася в спортивному товаристві «Трудові резерви». Стає чемпіонкою Бурятії, РРФСР, СРСР. З 1980 по 1991 рік — в складі збірної СРСР.
Чоловік і тренер — Олександр Загоруйко. 1984 року одружилися в Улан-Уде та переїхали до України. В 1980-х народився син Євген.
Рекордсменка світу.
П'ятиразова чемпіонка світу по кросу — зокрема -1981 та -1982. Семиразова чемпіонка СРСР.
Срібна призерка Чемпіонату Європи з легкої атлетики в приміщенні-1984.
Срібна призерка Кубка Світу з легкоатлетичного кросу в командному заліку.
Багаторазова призерка міжнародних та всесоюзних змагань і чемпіонатів СРСР. Бронзова призерка Чемпіонату світу з кросу-1983.
Чемпіонка Г'юстонського марафону 1995, 1999 та 2000 років.
Переможниця Клівлендського марафону в 1997 і 1998 років.
З 1998 Живучи в Гейнсвіллі, штат Флорида.
1998 року зайняла п'яте місце на Чиказькому марафоні, цим досягла другого результату за всю історію легкої атлетики  = у віці 40 років і старше.
2002 встановила рекорд 2:29:00 — в Провіденті. Також у 2002 році встановила рекорд треку у Цинциннаті з часом 2:34:35. За 2 дні до свого 48-го дня народження повернулася до Лос-Анджелеса і пробігла 2:29:40, зайнятла перше місце в загальному заліку. Через три дні після свого 49-го дня народження перемогла на марафоні в Лос-Анджелесі.
Українка, випередивши цього разу не тільки всіх жінок, але й чоловіків.
Чемпіонка Лос-Анджелеського марафону 2003 й 2004 років.
2005 року в 50-літньому віці стала переможницею Остінського марафону.
Особисті рекорди:
- марафон — 2.29,00
- 10 000 метрів — 31.48
- 5000 метрів — 15.16
- 1500 метрів — 3.56 сек
- 800 метрів — 1.57,5.